# Carlos Beltrán Leyva
Carlos Beltrán Leyva (sinh 1969) là một trùm ma túy bị cáo buộc với tổ chức buôn bán ma túy México với tên gọi Băng Beltrán-Leyva. Băng này được sáng lập bởi năm anh em Beltrán Leyva: Héctor, Mario Alberto, Alfredo và Arturo. Sinh tại vùng quê Sinaloan vào cuối thập niên 1960, Carlos và anh em của minh làm việc chặt chẽ với Joaquín "Chapo" Guzmán, lãnh đạo của băng Sinaloa, trong nhiều thập kỷ buôn lậu.
Tổ chức, chủ yếu do Arturo và Héctor vận hành, được hình thành như là một nhóm phân lập của băng Sinaloa hùng mạnh, do Joaquín Guzmán Loera lãnh đạo. Sau khi Alfredo bị bắt, các anh em Beltrán-Leyva đổ lỗi cho Guzmán Loera và trả đũa bằng cách thành lập băng Beltrán-Leyva, và giết chết một người con trai của thủ lĩnh băng Sinaloa trong một cuộc tấn công lựu đạn vào một trung tâm mua sắm Culiacán. Điều này gây ra một cuộc chiến giữa băng Sinaloa và băng Beltrán-Leyva, vốn liên minh với băng Vịnh.